# Астала, Сампса
Сампса Астала (фин. Sampsa Astala; род. 23 января 1974, Вантаа, Финляндия) — бывший барабанщик метал группы Лорди и вокалист глэм-рок-группы «Stala & SO.». Его сценический псевдоним Кита происходит от финского слова, означающего «Челюсти», «пробел», или «пасти», а его сценический образ - инопланетный человекозверь. В группе «Stala & SO» сценическое имя Stala происходит от его собственной фамилии Astala.
Присоединился к группе Lordi в 2000 году. После победы на Евровидении в городе Карккила, где он провёл юношеские годы в его честь назвали дом молодежи. Во время записи альбомов Сампса играет также роль бэк-вокалиста, но он никогда не поет вживую на концертах, так как этого не позволяет его маска. 30 сентября 2010 года было объявлено, что «Stala & SO» будет участвовать в финском конкурсе песни Евровидение в 2011 году.
4 октября 2010 года, Lordi объявили, что Кита уже не их член. В дальнейшем выяснилось, что его уход был совместным решением между ним и его коллегами по группе. Появление на публике с группой «Stala & SO» без костюма было «нарушение правил» Lordi. Stala&So были активны до 2016 года. после Сампса начал петь в кавер-группе Sampsa Astala Trio, совместно с басистом Нико Хурмэ, и клавишницей Леэной Пейса. В январе 2017 года Сампса Астала основал новую кавер-группу, под названием "Mötikkä" (группа играет песни из репертуара глэм-метал группы Mötley Crüe, но переведённые на финский язык).

## Дискография

### Stala & SO.
- Everything for Money  (2010)
- It Is So. (2011)
- Gimme Five (2012)
- Play another round (2013)
- Stala & So. (2015)

### Lordi
- Get Heavy (2002)
- The Monsterican Dream (2004)
- The Monster Show (2005,Сведённый альбом из «Get Heavy» и «Monsterican Dream» для продажи в Великобритании)
- The Arockalypse (2006)
- Deadache (2008)
- Zombilation - The Greatest Cuts (2009)
- Babez For Breakfast (2010)

### Sampsa Astala trio
- Teit Meista kauniin - сингл (2016) (вокал, акустическая гитара)

### Сольные релизы
- Juhli elamaa - сингл (2016)

### Другие коллективы
- Apulanta: Hiekka (2002) (бэк-вокал)
- Järjestyshäiriö: Levoton (EP) (2004) (продюсер, бэк-вокал)
- Hanna Pakarinen: Lovers (2007) (бэк-вокал)
- Pete Parkkonen : First Album (2009) (автор песен)